# Diana Gutjahr
Pour les articles homonymes, voir Richard Gutjahr.
Diana Gutjahr, née le 13 janvier 1984 à Münsterlingen (originaire de Thunstetten), est une personnalité politique suisse, membre de l'Union démocratique du centre (UDC). Elle est députée du canton de Thurgovie au Conseil national depuis 2017.

## Biographie
Adolescente, Diana Gutjahr se rêve joueuse de tennis. Elle participe à des tournois, mais manque de réel talent pour percer. Après un apprentissage d'employée de commerce dans l'entreprise de son père et à l'école professionnelle de Weinfelden, elle étudie l'économie d'entreprise à la Haute école de sciences appliquées de Saint-Gall (de) (avec un semestre d'échange en Australie),. Elle travaille ensuite un temps dans une entreprise de conseil et d'audit, puis rejoint l'entreprise familiale.
Diana Gutjahr est mariée et habite à Amriswil. Elle dirige avec son époux l'entreprise familiale de construction en métal et en acier Ernst Fischer AG.

## Parcours politique
Selon ses dires, son éveil politique date de l'élection de Christoph Blocher au Conseil fédéral, le 10 décembre 2003, qui la conduit à adhérer à la section locale de l'UDC. Les neuf premières années, elle n'y est pas vraiment active. En 2012, elle crée la surprise en étant élue au Grand Conseil du canton de Thurgovie alors qu'elle ne devait servir qu'à remplir la liste. Elle y est réélue en 2016 et y siège jusqu'en octobre 2017.
Elle est candidate au Conseil national lors des élections fédérales de 2015. Son comité de campagne est présidé par Peter Spuhler, qui apporte même un soutien financier. Malgré une campagne d'affichage massive, Diana Gutjahr n'est pas élue. Elle obtient cependant le meilleur résultat des candidats non élus sur la liste de l'UDC, ce qui lui permet d'accéder finalement au Conseil national en 2017 après la démission de Hansjörg Walter. Elle siège à la Commission de la science, de l'éducation et de la culture et a été membre de la Commission de gestion de 2017 à 2018.

### Positionnement politique
Au Parlement, elle se distingue de son parti en se déclarant opposée à la résiliation de l'ensemble des accords bilatéraux et en soutenant le mariage civil pour tous.

## Autres mandats
Diana Gutjahr est présidente de la nouvelle association faîtière de la branche du métal (metal.suisse, anciennement Promotion Acier Suisse) et membre du comité de l'Union suisse des arts et métiers depuis 2020.
Elle est vice-présidente du syndicat patronal de Romanshorn et de ses environs depuis 2011 et 2e vice-présidente de l'Union thurgovienne des arts et métiers depuis 2013.
Elle est également membre du comité de la Conférence suisse des écoles supérieures.